# Geschiedenis van de auto (1905-1918)

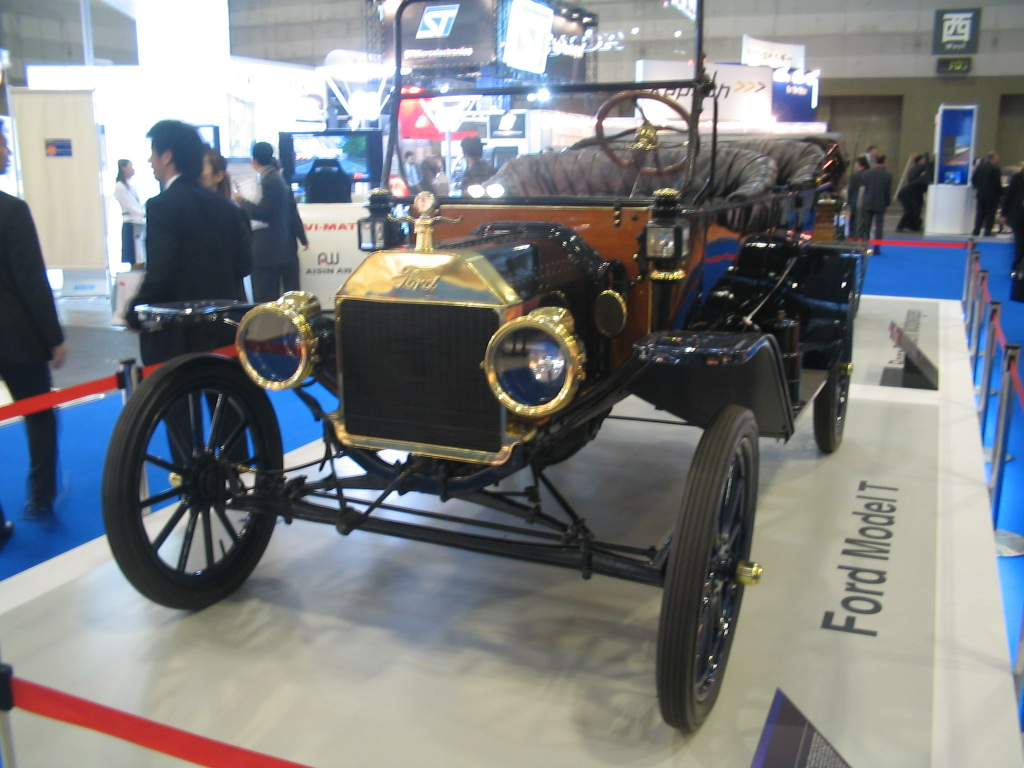
Een vroege Ford Model T.

In de periode van 1905 tot 1918 ontwikkelde de auto zich tot een bruikbaar vervoermiddel. Het rijden vergde minder kennis van de techniek en minder vaardigheid, terwijl de betrouwbaarheid toenam. Daardoor werd autorijden haalbaar voor mensen die weliswaar rijk waren, maar geen hooggekwalificeerd personeel hadden voor hun auto.
De vormentaal nam afstand van de paardenkoets, ook door technische delen zoals de radiateur en de koplampen te benadrukken. Bij luxe auto's werden ze uitgevoerd in messing, wat deze periode in het Amerikaans-Engels de benaming Brass Era bezorgde. In het Brits-Engels is het de Edwardian Era, naar Edward VII. Deze periode in de autobouw valt overigens niet helemaal samen met het algemene Edwardiaanse tijdperk, mede door een scherpe breuk voor de auto-industrie: die ging bij het uitbreken van de Eerste Wereldoorlog over op militaire productie.

## Ontwikkeling

### De standaardauto
Tijdens het messingtijdperk kwam er een einde aan het experimenteren met verschillende auto-ontwerpen en kwam men tot een standaardontwerp. Deze standaard werd ontworpen door Panhard en voor het eerst op een automobiel van Panhard gebruikt in 1895. Het ontwerp staat bekend als Système Panhard en werd al snel wereldwijd in licentie gegeven, waardoor dit de standaardauto werd. Het systeem hield het FR-ontwerp in waarbij de verbrandingsmotor vooraan werd geplaatst en de aandrijving op de achterwielen gebeurt. Er werd ook afgestapt van de traditionele gemotoriseerde kar en overgeschakeld op het bouwen van auto's met gevormde koetswerken.
De verdere ontwikkeling ging snel, mede door het grote aantal producenten. In Europa en de Verenigde Staten waren er honderden producenten op de markt. De achterwielremmen werden vervangen door remmen op de voor- en achterwielen. Ook werd het houten raamwerk vervangen door een stalen frame. De magnetische ontsteking verdween langzamerhand ten voordele van de bobine. Dat is een soort transformator die nodig is om de bougies te laten vonken.

### Ontsteking
Tot de belangrijkste vernieuwingen uit het tijdperk behoren de elektrische ontsteking en de elektrische starter. Beide werden uitgevonden door Charles Kettering die werkte voor Cadillac. Het ontstekingssysteem zorgt ervoor dat het brandstof-lucht-mengsel in de cilinders op het juiste tijdstip ontbrandt. De eerste verbrandingsmotoren hadden een zeer primitief ontstekingssysteem. Een element van koper of messing zat in de cilinder en werd door een externe bron verwarmd. De brandstof in de cilinder ontbrandde dan zodra ze ermee in contact kwam. Dit systeem was zeer inefficiënt daar de ontstekingen niet controleerbaar waren. Het systeem werd vervangen door een elektrisch systeem dat de brandstof op een bepaald moment ontsteekt met een vonk.

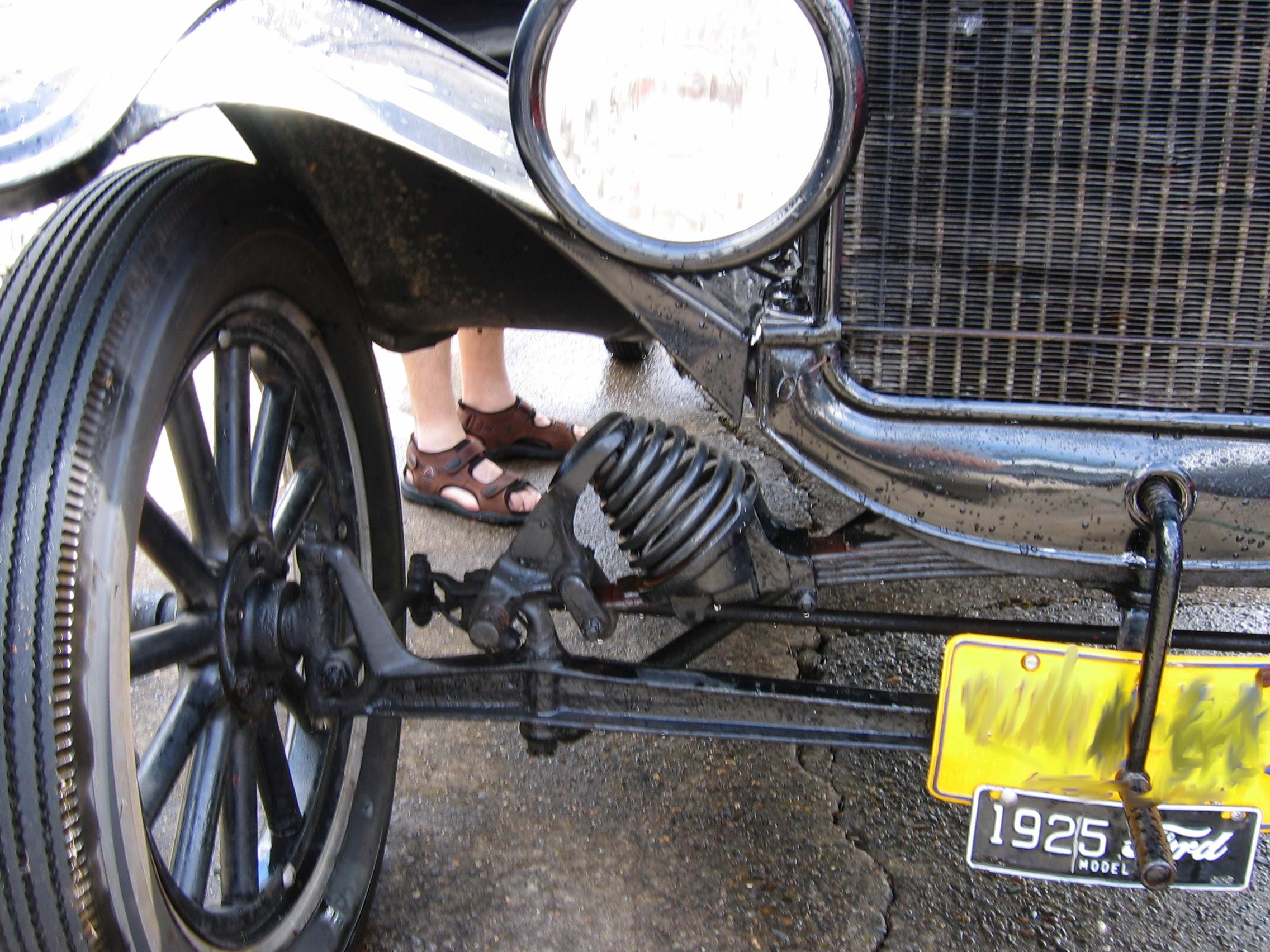
De ophanging van een Ford Model T.

### Onafhankelijke ophanging
De starre as is gangbaar, maar de onafhankelijke wielophanging is in opkomst. Een goed uitgevoerd onafhankelijk systeem is comfortabeler en veiliger doordat elk wiel min of meer zelfstandig kan bewegen, zodat het beter contact houdt met de weg.

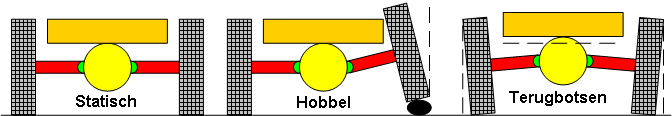
Pendelassen

Vroege systemen gebruikten vaak pendelassen, die via universeelkoppelingen scharnieren ten opzichte van het midden van de auto, zie diagram. Vooral bij de aandrijfas is dit een voordeel omdat het logge differentieel niet meeveert, zodat de wielen minder springerig zijn bij hobbels. Het nadeel ten opzichte van een starre as is, dat de wielen schuin komen te staan bij sterk in- en uitveren, terwijl ook de spoorbreedte verandert. Daardoor kunnen ze plotseling de grip op de weg verliezen. Duurdere modellen hadden daarom een De Dion-as, die de spoorbreedte gelijk houdt. De vering werd gewoonlijk verzorgd door bladveren; door de wrijving tussen de bladen zijn die zelfdempend, maar ze konden ondersteund worden door armdempers; de telescoopdemper kwam pas later.

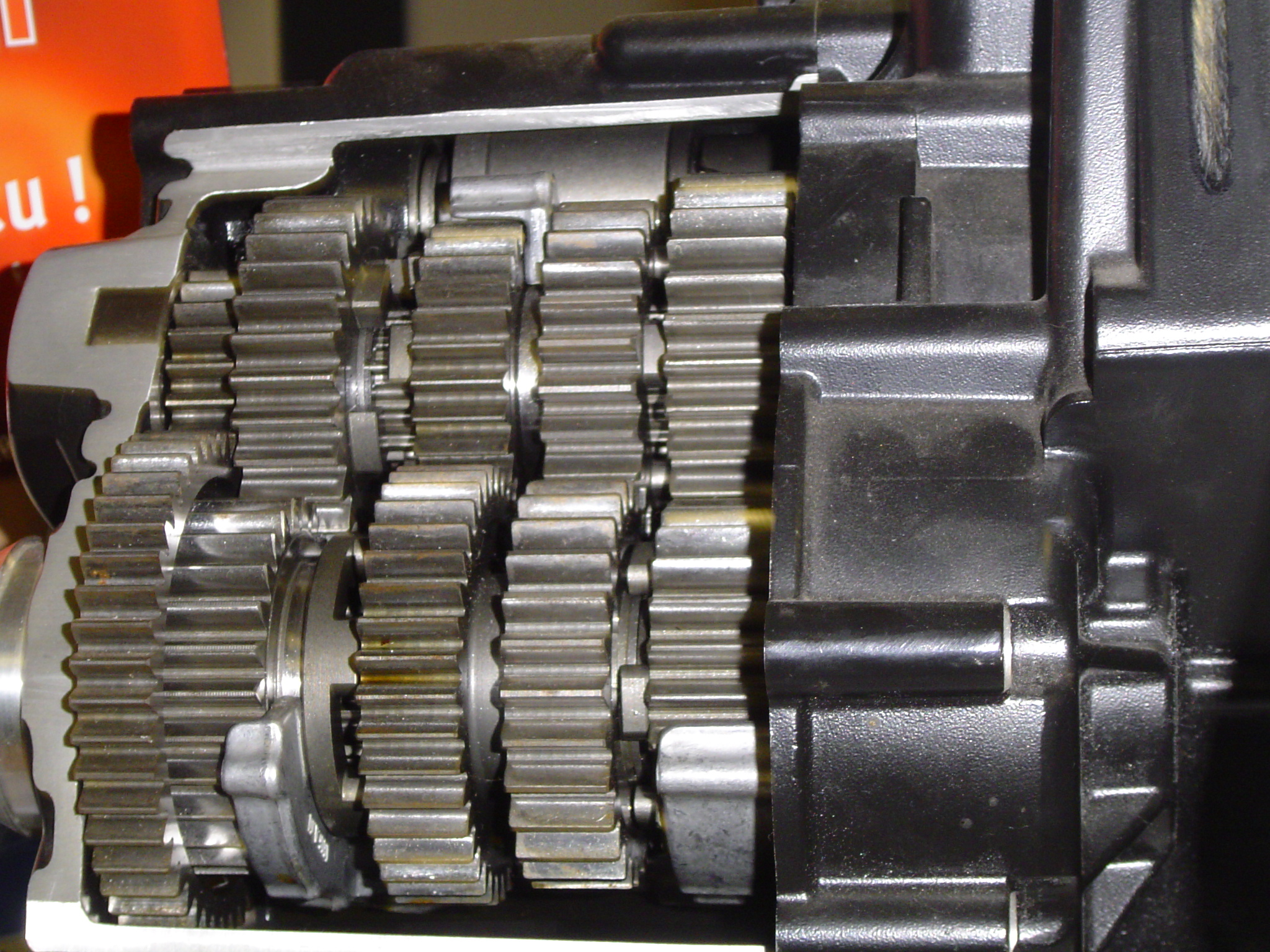
Een versnellingsbak.

### Versnellingsbak
Een versnellingsbak dient om een kracht om te zetten tot een kracht die past bij de snelheid van een voertuig. De versnellingsbak wordt in motorvoertuigen toegepast om het vermogen van de motor op een zo efficiënt mogelijke manier over te brengen op de wielen. Dit werd noodzakelijk van zodra men verbrandingsmotoren installeerde in automobielen. De meeste van die motoren werken tussen 600 en 6000 rotaties per minuut terwijl de wielen tussen de 0 en 2500 rotaties per minuut maken. Verder levert een motor het hoogste koppel in het midden van het bereik terwijl dat hoge koppel vooral nodig is wanneer het voertuig optrekt vanuit een lage snelheid. De motor moet ook binnen het bereik blijven als er tegen een hoge snelheid wordt gereden. De versnellingsbak zorgt ervoor dat de motorkracht wordt omgezet in de kracht die het voertuig nodig heeft.
Vanaf het messing-tijdperk braken de versnellingsbak en de kleppencontrole algemeen door in de automobielindustrie. Verschillende kruissnelheiden werden hierdoor mogelijk. Doch bleef de topsnelheid van auto's beperkt ten opzichte van vandaag. Dit kwam doordat men de gebruiker zo min mogelijk wou laten schakelen. De motoren moesten daarom enorm "soepel" zijn (een groot verschil in toerental aankunnen).

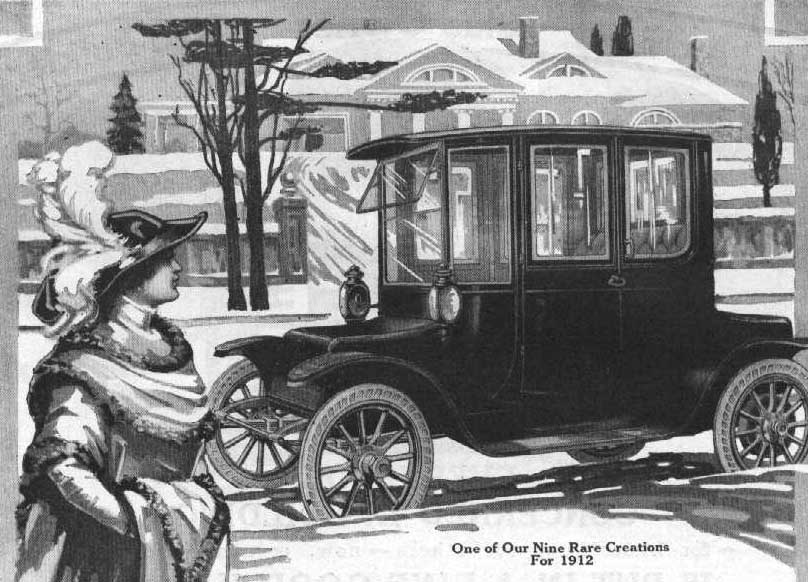
Advertentie van Detroit Electric uit 1912.

### Elektrische auto's
In de eerste twee tijdperken in de geschiedenis van de automobiel speelt de elektrische auto nog een grote rol. Tot 1905 waren er echter geen grote ontwikkelingen in dat segment geweest. Er werd vooral gewerkt aan een efficiënte manier om de batterijen op te
laden. Op dat moment was er geen eenvoudige manier om wisselstroom om te zetten in de gelijkstroom die nodig is voor de batterijen.
In 1906 kwam er een doorbraak toen de kwikdampgelijkrichter een snelle conversie met weinig verlies toeliet. Van dan af begon de elektrische auto echt door te breken. Het werd mogelijk meer dan 120 km/u te rijden met deze voertuigen en het rijbereik werd groter dan 160 km. Tegen 1909 reden er meer dan 10.000 elektrische voertuigen rond. Er ontstond een keten van laadstations, te vergelijken met de tankstations van vandaag. Deze werden in een afstand van elkaar geplaatst die overeenkwam met het bereik van elektrische auto's.
Tot het einde van de jaren 1910 waren elektrische auto's evenwaardige concurrenten van de auto's met verbrandingsmotor. Vooral als luxueus voertuig voor plaatselijk gebruik en bestelwagen waren ze populair. Uiteindelijk steeg het marktaandeel van de EV's
tot meer dan 25%.
Ironisch genoeg was het de elektrische starter van Charles Kettering die het einde van de elektrische voertuigen inluidde. Daarna drukte massaproductie de kosten van het bouwen van een auto met verbrandingsmotor. De verkoop van elektrische voertuigen ging achteruit. Enkel elektrische bussen en vrachtwagens bleven, vooral in Europa, tot in de jaren 1920 bestaan. In tegenstelling tot andere alternatieve aandrijvingsvormen stierf de elektrisch aangedreven auto niet uit. In de jaren 1960 kwamen ze weer op toen de uitstoot van uitlaatgassen van verbrandingsmotoren een probleem begon te worden.

### Koplampen
De eerste koplampen voor auto's werden in de late jaren 1880 gemonteerd en werden gevoed door acetylene of olie. De eerste elektrische koplampen verschenen in 1898 op de Columbia Electric Car. Ze bleven toen wel optioneel. De meeste constructeurs leverden standaard koplampen op acetylene op hun voertuigen. Pas rond 1911 werden elektrische koplampen standaard gemonteerd. In 1912 integreerde Cadillac ze met het elektrische startsysteem. Zo ontstond het moderne elektronische schema van auto's zoals dat vandaag bestaat. De elektrische koplamp zorgde ervoor dat 's nachts rijden minder gevaarlijk werd.
In 1915 werden door Guide Lamp Company de dimlichten geïntroduceerd. Men moest echter stoppen en uit de auto stappen om de voorlichten te dimmen. Een systeem van Cadillac was op dat vlak veel bruikbaarder daar het licht van binnen uit gedimd kon worden met een schakelaar. Later, in 1927, werd die schakelaar zelfs met de voet bediend. Dat bleef tot nog lang daarna de standaard.

### Hydraulische remmen
In 1918 vond Malcolm Loughead de hydraulische rem uit. Dit nieuwe systeem verving al snel de mechanische rem als de standaard. Al in 1921 werden ze standaard op de vier wielen gezet bij Duesenberg. Tot op de dag van vandaag blijft de hydraulische rem, hetzij in geëvolueerde versie, toegepast op de automobiel.
Een hydraulisch remsysteem is een mechanisme dat remvloeistof, een soort petroleumolie met lage viscositeit, gebruikt om druk van de remoperator over te brengen naar de rem. Het meest voorkomende systeem in auto's bestaat uit een rempedaal, een hoofdcilinder, een secundaire cilinder, hydraulische slangen en de reminrichting.

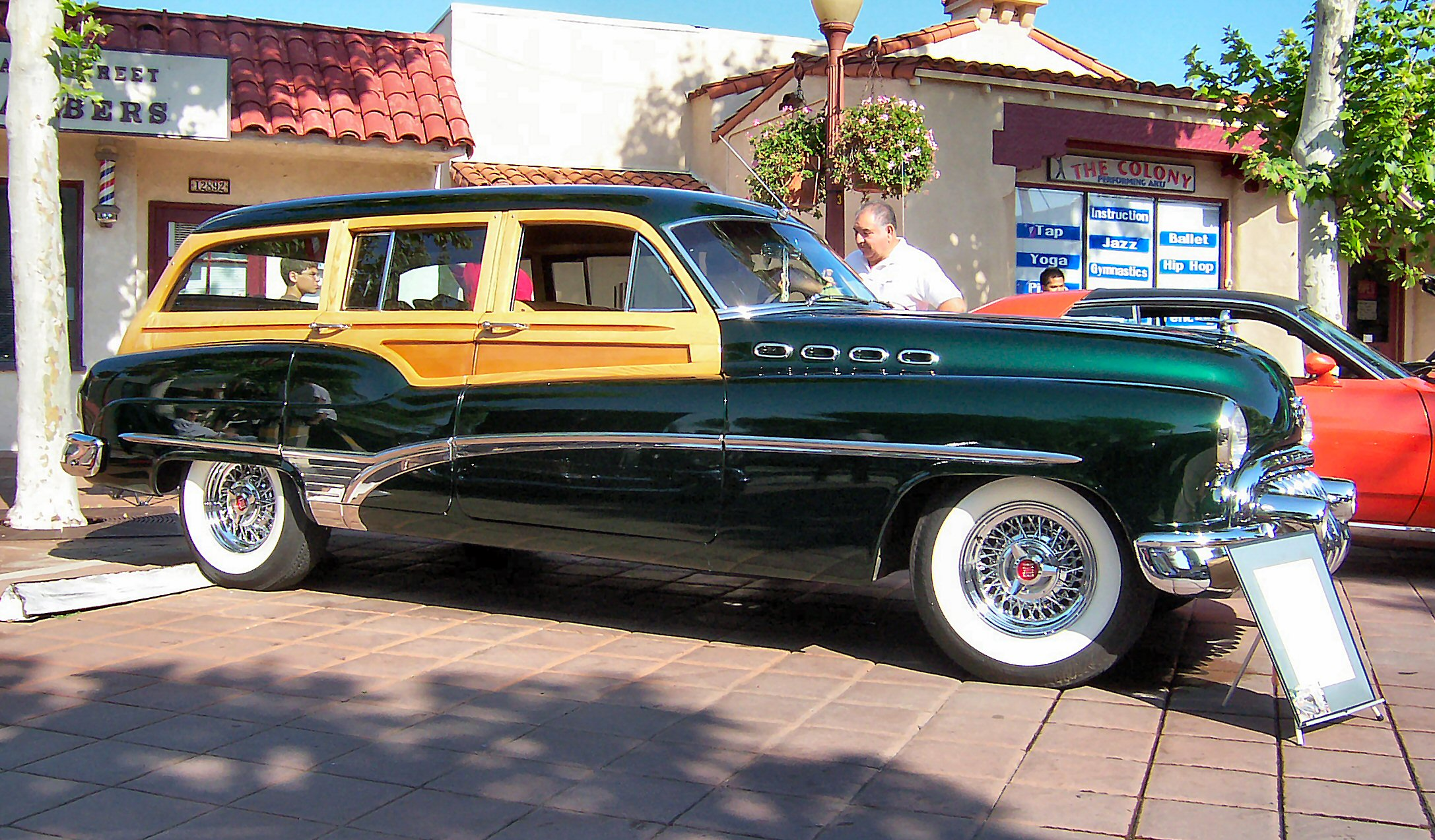
Een Buick Roadmaster uit 1950 met banden met witte rand.

### Andere ontwikkelingen
In 1906 verschenen de eerste auto's met een ingebouwd bagagecompartiment, waterdichte stoffen daken en gordijntjes voor de ruiten. 1909 zag de introductie van de automatische starter met gecomprimeerde lucht. Dat systeem werkte echter nooit goed en verdween uiteindelijk weer. In het jaar 1913 verkocht Ford Motor Company 189.088 exemplaren van haar Model T. Dat was het eerste jaar in de geschiedenis dat er meer automobielen dan paardenwagens werden gebouwd. Een jaar later verdubbelde datzelfde bedrijf het loon van haar arbeiders tot $5 en werd de werktijd ingekort tot 8 uren. Henry Ford was van mening dat zijn werknemers in staat moesten zijn het product dat ze produceerden te kopen. Vanaf 1916 krijgt de automobiel er een aantal attributen bij. Onder andere de klok en de geurverspreider
worden geïntroduceerd in het autointerieur. In 1917 kwam daar ook de verwarming bij. In 1918 ten slotte brengt Vogue Tyre and Rubber Company een type autoband op de markt met een typisch kenmerk voor de volgende periode in de autogeschiedenis: de witte rand op de zijkant.

## Eerste Wereldoorlog
In 1914 zorgde de Eerste Wereldoorlog ervoor dat de productie van auto's voor de gewone verkoop zo goed als tot stilstand kwam. De auto-industrie schakelde over op de productie van militaire voertuigen, waaronder auto's, motoren, tanks e.d. Desondanks de oorlog slaagden een aantal constructeurs, waaronder Mercedes en Peugeot, erin om toch auto's te blijven bouwen.

## Referenties

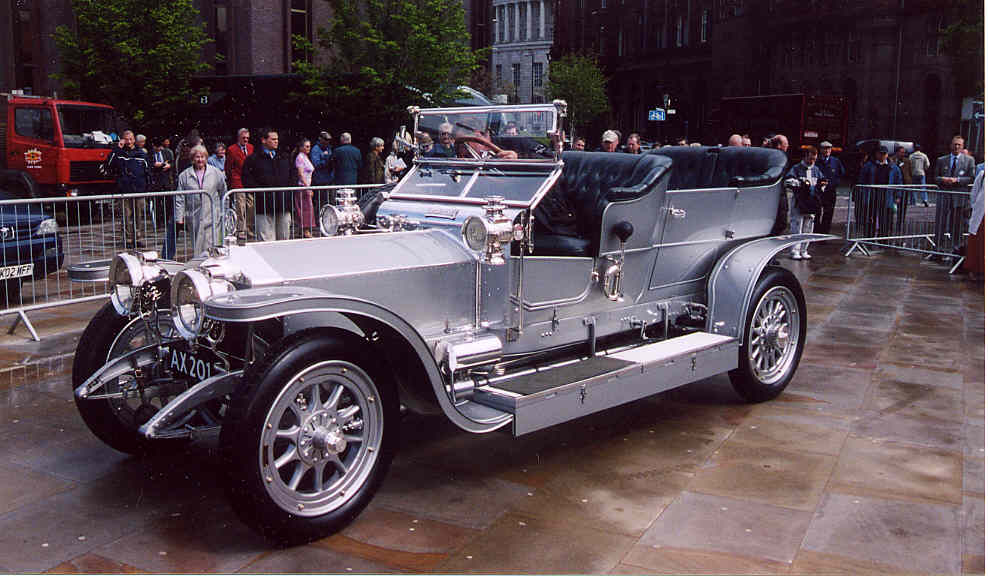
Rolls-Royce Silver Ghost AX 201 in Manchester (GB), 2004, tijdens de viering van het 100-jarige bestaan van het merk.

## Autoproductie per jaar
Europa:
1905 · 1906 ·
1907 · 1908 ·
1909 · 1910 ·
1911 · 1912 ·
1913 · 1914 ·
1915 · 1916 ·
1917 · 1918
Amerika:
1905 · 1906 ·
1907 · 1908 ·
1909 · 1910 ·
1911 · 1912 ·
1913 · 1914 ·
1915 · 1916 ·
1917 · 1918